# Catocala diniensis
Catocala diniensis là một loài bướm đêm trong họ Erebidae.